# Polnische Badminton-Mannschaftsmeisterschaft 1975
Die Polnische Badminton-Mannschaftsmeisterschaft der Saison 1974/1975 gewann das Team von Unia Głubczyce. Es war die zweite Austragung der Titelkämpfe.

## Endstand
| Platz | Mannschaft         |
| ----- | ------------------ |
| 1.    | Unia Głubczyce     |
| 2.    | Stal FSO Warszawa  |
| 3.    | Olimpia Wrocław    |
| 4.    | Piast Łódź         |
| 5.    | Gwardzista Wrocław |
| 6.    | Rakieta Łódź       |
| 7.    | Apollo Kraków      |
| 8.    | Orzeł Bydgoszcz    |